# Jean-Baptiste Desgranges
Jean-Baptiste Desgranges (* 1751 in Mâcon; † 23. September 1831 in Lyon) war ein französischer Arzt.

## Leben und Wirken
Desgranges wurde in Mâcon geboren. Er begann seine medizinische Ausbildung am Spital dieser Stadt, um sie in La Rochelle und in Lyon fortzusetzen. In Lyon bewarb er sich erfolgreich um die Stelle des Chirurgen im großen Spital »Hôtel-Dieu«. 1779 wurde er in das »College royal de Chirurgie« in Lyon aufgenommen und er verteidigte bei dieser Gelegenheit eine Dissertation. 1788 erhielt er einen Doktortitel der Medizin von der Universität von Valence. Außerdem wurde er von der »Société royale de médecine« von Paris und von der »Société de médecine pratique« von Montpellier ausgezeichnet.
Während der Belagerung Lyons durch die Republikanischen Armeen wurde Desgranges zum »Chirurgien-major-géneral« ernannt und er organisierte den Gesundheitsdienst des Departements. Als er nach 2 Monaten Belagerung gezwungen war die Stadt zu verlassen, zog er sich in die Schweiz zurück. Im Kanton Bern arbeitete er über neun Jahre als Mediziner und Chirurg. 1802 nach Lyon zurückgekehrt, war er einer der Gründer der »Société de médecine«.
1818 und 1822 publizierte Desgranges Beobachtungen über die Anwendung des Mutterkorns in der Geburtshilfe. In Lyon hatte er im Jahre 1777 eine Hebamme getroffen, die Mutterkorn erfolgreich zur Behandlung von Wehenschwächen einsetzte. In der Folge habe er selbst über sechs Jahre mindestens 20 Mal dieses Mittel erfolgreich und ohne Nebenwirkungen angewendet. Er hatte auch beobachtet, dass in der Gegend von Lyon weitere Hebammen bei Wehenschwäche Mutterkorn einsetzten. Sie führten einen Notfallbeutel mit, in dem sie neben der Nabelschere und anderen Instrumenten auch ein mit Mutterkorn gefülltes Säckchen bereithielten.

## Werke
- Lettre à M. Prost de Royer sur les moyens de rappeler à la vie les enfants qui paraissent morts en naissant. Lyon 1777
- Dissertation inaugurale de chirurgie, sur les tumeurs fongueuses, et les fongosités de la dure-mère. J.-Ph. Goery, Mâcon 1779 (Digitalisat)
- Réflexions sur la section de la symphyse du pubis, suivies d’observations sur l’emploi de l’alcali volatil dans le traitement des maladies vénériennes. Lyon 1781
- Mémoire sur les moyens de perfectionner l’établissement public, formé à Lyon, en faveur des personnes noyées, avec des remarques sur la cause de leur mort, et le traitement qui leur convient, présenté le 18 juin 1786 à l’Académie des Sciences, Belles-Lettres & Arts de Lyon. (Digitalisat)
- Sur la propriété qu’a le Seigle ergoté d’accélérer la marche de l’accouchement, et de hâter sa terminaison. In: Nouveau Journal de Médecine. 1, Paris 1818, S. 54–61 (Digitalisat)
- Observations et remarques pratiques sur l’administration du seigle ergoté contre l’inertie de la matrice dans les parturitions; suivis de quelques réflexions sur l’emploi des lavements mercuriels dans le traitement de la syphilis chez les nouveaux-nés. Montpellier 1822